# Сайтаркент
Сайтаркент (лезг. СайтIархуьр) — село в Сулейман-Стальском районе Дагестана. Входит в состав сельского поселения «Сельсовет Уллугатагский».

## География
Расположено в 10 км к юго-западу от райцентра села Касумкент.

## Население
| 1895 | 1926 | 1939 | 1970 | 1989  | 2002 | 2010 |
| ---- | ---- | ---- | ---- | ----- | ---- | ---- |
| 421  | ↘347 | ↘214 | ↗375 | ↗1323 | ↘431 | ↗465 |
| 2021 |      |      |      |       |      |      |
| ↗508 |      |      |      |       |      |      |